# Caminemos Pisando la Senda de Nuestra Inmensa Felicidad
Caminemos Pisando la Senda de Nuestra Inmensa Felicidad is het volkslied van Equatoriaal-Guinea sinds 1968.
Tekst en melodie zijn afkomstig van Atanasio Ndongo Miyono.

## Spaans
Caminemos pisando las sendas
De nuestra inmensa felicidad.
En fraternidad, sin separación,
¡Cantemos Libertad!
Tras dos siglos de estar sometidos,
Bajo la dominación colonial,
En fraterna unión, sin discriminar,
¡Cantemos Libertad!
¡Gritamos Viva, Libre Guinea,
Y defendamos nuestra Libertad.
Cantemos siempre, Libre Guinea,
Y conservemos siempre la unidad.
¡Gritamos Viva, Libre Guinea,
Y defendamos nuestra Libertad.
Cantemos siempre, Libre Guinea,
Y conservemos siempre la independencia nacional
Y conservemos, Y conservemos
La independencia nacional.

## Nederlandse vertaling
Laten we op de paden lopen
Van ons immense geluk.
In broederschap, zonder scheiding,
Laten we vrijheid zingen!
Na twee eeuwen onderworpen te zijn geweest,
Onder koloniale heerschappij
In broederlijke eenheid, zonder discriminatie,
Laten we vrijheid zingen!
We roepen Lang leve, Vrij Guinea,
En we verdedigen onze vrijheid.
Laat ons altijd zingen, Vrij Guinea,
En laten we altijd de eenheid bewaren.
We roepen Lang leve, Vrij Guinea,
En we verdedigen onze vrijheid.
Laat ons altijd zingen, Vrij Guinea,
En laten we altijd de nationale onafhankelijkheid bewaren
En laten we houden, en laten we houden
Nationale onafhankelijkheid.